# Tristan Degreef
Tristan Degreef (Leuven, 19 januari 2005) is een Belgisch voetballer die onder contract ligt bij RSC Anderlecht. De middenvelder kreeg zijn jeugdopleiding in de RSCA Academy.

## Clubcarrière
Degreef groeide op in een motorcrossfamilie. Hij begon zijn jeugdopleiding bij Oud-Heverlee Leuven, maar stapte al gauw over naar RSC Anderlecht, waar hij aansloot bij de U9 van hun jeugdacademie te Neerpede. In juli 2021 ondertekende de jonge middenvelder er zijn eerste profcontract.
Op 20 november 2022 maakte hij zijn profdebuut in het shirt van RSCA Futures, het beloftenelftal van Anderlecht dat vanaf het seizoen 2022/23 aantreedt in Eerste klasse B: op de 14e competitiespeeldag liet trainer Guillaume Gillet hem tegen FCV Dender EH (2-1-nederlaag) in de 88e minuut invallen voor Alonzo Engwanda. Na vijf invalbeurten in de reguliere competitie en twee in de promotie-playoffs kreeg hij op de slotspeeldag van de play-offs zijn eerste basisplaats. Een paar dagen later ondertekende hij een contract tot medio 2026 bij de Brusselse club.
Op 31 oktober 2023 maakte Degreef onder de Deense trainer Brian Riemer zijn debuut bij de eerste ploeg van Anderlecht in de nationale bekerwedstrijd tegen de tweedeklasser La Louvière, die met 0-1 gewonnen werd. Iets meer dan een jaar later op 28 november 2024 scoorde hij zijn eerste doelpunt voor dat team in de Europa League-wedstrijd tegen FC Porto. De match eindigde op een 2-2 gelijkspel. Eind december 2024 werd zijn contract bij Anderlecht verlengd tot medio 2028.

## Clubstatistieken
| Seizoen     | Club           | Competitie         | Competitie | Competitie | Competitie | Beker | Beker | Beker | Internationaal | Internationaal | Internationaal | Totaal | Totaal | Totaal |
| Seizoen     | Club           | Competitie         | Wed.       | Dlp.       | Ass.       | Wed.  | Dlp.  | Ass.  | Wed.           | Dlp.           | Ass.           | Wed.   | Dlp.   | Ass.   |
| ----------- | -------------- | ------------------ | ---------- | ---------- | ---------- | ----- | ----- | ----- | -------------- | -------------- | -------------- | ------ | ------ | ------ |
| 2022/23     | RSCA Futures   | Eerste klasse B    | 8          | 0          | 1          | —     | —     | —     | —              | —              | —              | 8      | 0      | 1      |
| 2023/24     | RSCA Futures   | Eerste klasse B    | 20         | 3          | 5          | —     | —     | —     | —              | —              | —              | 20     | 3      | 5      |
| 2024/25     | RSCA Futures   | Eerste klasse B    | 4          | 1          | 0          | —     | —     | —     | —              | —              | —              | 4      | 1      | 0      |
| Club Totaal | Club Totaal    | Club Totaal        | 32         | 4          | 6          | 0     | 0     | 0     | 0              | 0              | 0              | 32     | 4      | 6      |
| 2023/24     | RSC Anderlecht | Jupiler Pro League | 1          | 0          | 0          | 3     | 0     | 0     | —              | —              | —              | 4      | 0      | 0      |
| 2024/25     | RSC Anderlecht | Jupiler Pro League | 10         | 0          | 0          | 4     | 1     | 1     | 8              | 1              | 0              | 22     | 2      | 1      |
| Club Totaal | Club Totaal    | Club Totaal        | 11         | 0          | 0          | 7     | 1     | 1     | 8              | 1              | 0              | 26     | 2      | 1      |
| Totaal      | Totaal         | Totaal             | 43         | 4          | 6          | 7     | 1     | 1     | 8              | 1              | 0              | 58     | 6      | 7      |

Bijgewerkt op 19 mei 2023.